# Rozgity
Rozgity (niem. Rosgitten) – wieś w Polsce położona w województwie warmińsko-mazurskim, w powiecie olsztyńskim, w gminie Dywity. W latach 1975–1998 miejscowość administracyjnie należała do województwa olsztyńskiego.
Wieś warmińska, położona na wschód od Spręcowa.

## Historia
Wieś powstała przed 1399 rokiem (w 1382 wzmiankowana pod nazwą Resigethen, a w 1388 r. pod nazwą Rosegithen), bowiem 5 maja 1399 r. kapituła warmińska odnowiła dokument lokacyjny, dodając 10 włók do tych, które dwaj Prusowie – Sclode i Tustir – mieli już w pobliskim Spręcowie. W odnowionym dokumencie lokacyjnym nazwę wsi zapisano jako Rosegythen.
Wśród wsi w komornictwie olsztyńskim, w których po 1520 roku stan pustek (łanów opuszczonych) wynosił od 50% do 100% wymieniane są Różgity (obok Bartąga, Dywit, Giław, Jonkowa, Kieźlin, Klebarka Małego, Likus, Mątek, Porbad, Pupek, Różnowa, Słup, Spręcowa, Stawigudy, Warkał, Wołowna, Woryt, Wrzesiny i Zalbek).
W 1538 kustosz katedralny Tiedemann Gize oraz kapituła warmińska nadały wieś Rosgita Stefanowi Laskowskiemu, obejmującej 10 włók, na prawie chełmińskim.
W końcu XVIII w Różgity były małą wsią z 6 domami. W XIX wieku pojawiają się w dokumentach polskie nazwy: Rosogity, Rozgity (obok niemieckich nazw Rosegythen, Rosgitten), aby w końcu przyjąć współczesną nazwę Różgity.
W okresie międzywojennym we wsi trzy osoby – Augustyna, Józefina i Maria Gollan – należały do Związku Polaków w Niemczech.
W 1993 r. we wsi mieszkało 35 osób. W 2014 r. we wsi było 95 mieszkańców